# Marotandranoreservaat
Het Marotandranoreservaat is een natuurreservaat in Mandritsara, in het noordoosten van Madagaskar. Het ligt 10 kilometer vanaf Marotandrano en 42 kilometer vanaf de districtshoofdstad Mandritsara. Het park werd in 1956 opgericht. De lokale bevolking behoort grotendeels tot de Tsimihety. 

## Ligging en vegetatie
Het park is gelegen in de laaglandbossen van Madagaskar. Het terrein bestaat uit steile valleien, graslanden, rivieren en moerassen. In de grenzen van het reservaat komen enkele versnipperde wouden en landbouwkavels voor. De bomen in de wouden bereiken een hoogte van 20 à 25 meter, enkele tot wel 30 meter.

## Fauna
Het reservaat huist een rijke variëteit aan inheemse diersoorten, die, met uitzondering van de vogels, vrijwel allemaal endemisch zijn. Er zijn hier 25 soorten zoogdieren, 140 soorten vogels (waarvan 56 endemisch), 16 soorten reptielen en 19 soorten amfibieën geteld. Tot de elf soorten lemuren behoren onder andere de indri (Indri indri), de vari (Varecia variegata) en de diadeemsifaka (Propithecus diadema).

## Bedreiging en conservatie
Het park is een beschermd reservaat, maar de lokale bevolking jaagt er regelmatig op lemuren. Hiertoe behoren enkele ernstig bedreigde soorten, zoals de indri en de vari. Andere bedreigingen voor de flora en fauna zijn illegale houtkap en brandlandbouw. Verscheidene instanties zetten zich in voor het tot stand brengen van beschermende maatregelen.
Anja Community Reserve ·
Berenty-reservaat ·
Renialareservaat ·
Kirindy Forest ·
Zoölogisch park van Ivoloina